# Compta Clementine
Vous pouvez aider à l'améliorer ou bien discuter des problèmes sur sa page de discussion.
- Il semble être autobiographique ou autocentré et avoir fait l'objet de modifications substantielles, soit par le principal intéressé, soit par une personne en lien étroit avec le sujet. Il peut être nécessaire de l'améliorer pour respecter le principe de neutralité de point de vue. (Marqué depuis juillet 2023)

Vous pouvez aider à l'améliorer ou bien discuter des problèmes sur sa page de discussion.
- Son texte doit être wikifié : il ne correspond pas à la mise en forme Wikipédia (style, typographie, liens internes, liens entre les wikis, etc.). (Marqué depuis juillet 2023)
- Son ton est trop promotionnel ou publicitaire, voire hagiographique. Le texte doit adopter un ton neutre et encyclopédique. (Marqué depuis juillet 2023)
- Il est orphelin : moins de trois articles lui sont liés. Aidez à ajouter des liens en plaçant le code [[Compta Clementine]] dans les articles relatifs au sujet. (Marqué depuis avril 2022)

 (août 2025).
Motif : l'utilisateur qui a apposé ce bandeau n'a pas précisé le motif de la pose.
- Archive Wikiwix
- Bing
- Cairn
- DuckDuckGo
- E. Universalis
- Gallica
- Google
- G. Books
- G. News
- G. Scholar
- Persée
- Qwant
- (zh) Baidu
- (ru) Yandex
- (wd) trouver des œuvres sur Wikidata

| 1. | Préciser le motif de la pose du bandeau. | Précisez le motif de la pose du bandeau en utilisant la syntaxe suivante : {{admissibilité à vérifier\|date=août 2025\|motif=remplacez ce texte par le motif}}                         |
| 2. | Informer les utilisateurs concernés.     | Pensez à avertir le créateur de l'article, par exemple, en insérant le code ci-dessous sur sa page de discussion : {{subst:avertissement admissibilité à vérifier\|Compta Clementine}} |

Clementine (ou SAS EXPERTISE CHOIX B) est un cabinet d'expertise-comptable physique et en ligne. Elle propose aux dirigeants d'entreprises, tels que les micro-entreprises (TPE) les petites et moyennes entreprises (PME) ou les E-Commerçants des services basiques de comptabilité, de conseil social et juridique ainsi qu'un accompagnement dans la création d'entreprise pour les futurs entrepreneurs.

## Historique
Clementine.fr (initialement Compta Clémentine) est fondée en juillet 2012 à Ludres par Jean-Louis Boiché et son fils et associé William Boiché,.
En 2013, la start-up lance un logiciel de comptabilité MyClementina, suivi en 2016 par la création d’une application mobile pour la société soeur du groupe, Comptastart.
L'entreprise ouvre en 2016 des bureaux à Paris, en 2020 à Marseille et Epinal puis une nouvelle succursale à St Tropez en 2023. 
En 2022, le siège déménage ensuite à Laxou et l'entreprise souhaite alors recruter 300 collaborateurs dans divers secteurs,,.

## Direction
- Jean Louis Boiché (Président) (2012 - en cours) et seul dirigeant de la société[10]

## Evènements marquants
En 2016, Compta Clémentine est sacrée "pépite" par Lor'n'Tech.
En 2018, la société devient sponsor officiel de l'AS Nancy Lorraine pour la saison 2018-2019.

## Intégrations partenaires
La solution permet de synchroniser ses flux bancaires et financiers à l'application Clementine, elle est compatible avec les banques en ligne mais aussi avec certaines banques physiques.